# پنگ‌خانه
پِنگ خانه بنایی است معمولاً چهارطاقی با سقف مخروطی و ابعاد تقریبی ۲ در ۳ متر. این بنا خاص شهر نجف آباد در استان اصفهان است و در تنظیم ساعت آبیاری کشاورزان کاربرد دارد.

## کارکرد
میرآب‌ها در طول شب درون این ساختمان می‌ماندند و با قرار دادن کاسه‌ای سوراخ دار در ظرف آبی و مشاهده تعداد فرورفتن‌های کاسه در آب زمان آبیاری هر کشاورز را تعیین می‌کردند. کشاورزان محلی روش خلاقانه‌ای برای تقسیم‌بندی آب زراعی ابداع کرده بودند که این عمل در محلی به نام پنگ خانه انجام می‌شد. پنگ خانه‌ها، محل‌هایی بود در میان زمین‌های کشاورزی و در نزدیکی منبع آب که به صورت ایوانی نسبتاً کوچک تعبیه می‌شد و یک نفر معتمد کشاورزان به نام میرآب (امیر آب) در آن فعالیت می‌کرد.
در این پنگ خانه که چند جوی از کنار آن مکان می‌گذشت و متصدی ومعتمد (میرآب) تقسیم آب در آن محل با توجه به واحدهای زمانی مشخص (پنگ)، آب را جهت آبیاری زمین‌های متفاوت تقسیم می‌نمود. روش تقسیم آب به این نحو بود که ظرف فلزی کوچکی که به آن پنگ می‌گفتند و سوراخ ریزی در ته آن تعبیه شده بود، روی سطح آب قرار می‌گرفت. به مرور زمان آب از سوراخ بالا آمده و در یک بازه زمانی مشخص که ظرف فلزی پر از آب می‌شد، خود به خود در آب غوطه ور می‌شد و بدان گونه آب زراعی به صورت زمان‌بندی شده و به صورت کاملاً عادلانه میان کشاورزان تقسیم می‌شد. به محض پر شدن آب پنگ، سهم آب نفر بعدی شروع می‌شد و متصدی پنگ خانه با صدای بلند کشاورز یا باغدار بعدی را ندا می‌داد تا آب را به سمت اراضی خود هدایت کند و به اندازه سهمش از آب کشاورزی بهره گیرد.
این روش امروز دیگر کاربردی ندارد ولی یکی از روش‌های خلاق قدیمی است که به عنوان یکی از شاهکارهای قدیمیان از آن نام برده می‌شود و جزو ساعت‌های آبی قدیمی جهان است که در حال حاضر دو نمونه از این بناها در نجف آباد قرار دارد.
در حال حاضر تنها چند نمونه از پنگ خانه‌های قدیمی شهر نجف آباد محفوظ مانده یا مورد مرمت و بازسازی قرار گرفته‌است و مابقی آن‌ها بر اثر بی‌توجهی تخریب شده‌اند یا دچار تغییر کاربری شده‌اند.
از این پنگ خانه‌ها، یکی در بیشه (چناران) نجف آباد و یکی دیگر در ادامه خیابان جوی خارون (انتهای بلوار ولیعصر، باغ نو) که توسط شهرداری نجف آباد به‌طور غیرقانونی و شبانه تخریب شد.